# Dan Frischman
Dan Frischman (Whippany, Nueva Jersey, 23 de abril de 1959) es un actor estadounidense conocido por haber interpretado a Arvid Engen en la serie de televisión Head of the Class y a Chris Potter en Kenan & Kel.
Frischman era más conocido por sus interpretaciones como «adolescente» a pesar de que tenía más edad de lo que aparentaba.

## Head of the Class
Protagonizó la serie como Arvid Engen, un estudiante de secundaria, además de jefe de la clase. Arvid era un «friki» con gafas con amplios conocimientos de los principios de la cultura informática, además como un incipiente científico. Arvid y sus compañeros de clase se consideraban posibles genios y se posicionaron en el PHI (Programa de Honores Individualizado) para estudiantes avanzados y dotados. 

## Kenan & Kel
Protagonizó la serie de Nickelodeon Kenan y Kel, de la década de los 90, interpretando a Chris Potter. Dicha serie es un spin-off de Nickelodeon protagonizado por Kenan Thompson y Kel Mitchell. Los alumnos HOTC Frischman, Dan Schneider y Brian Robbins fueron los productores. Frischman interpretaba a un adulto torpe y con personalidad variable llamado Chris Potter, que era el jefe de Rigby's, una pequeña tienda de comestibles. 
Chris a menudo informaba a sus clientes y otros invitados que tenía una radio en su automóvil, como intento de iniciar una conversación. Un trauma recurrente del personaje era soñar que estaba siendo perseguido por un conejo gigante. Por eso que en el programa le teme a estos animales. 

## Otros papeles
El sábado 20 de diciembre del año 1986, el Sr. Frischman (padre de Dan Frischman) y el elenco de la cabeza de la clase fueron los invitados famosos en la larga marcha de música urbana. La serie se llamaba Soul Train. 
El miércoles 15 de julio del año 1987 Frischman apareció como invitado de la noche en la televisión de alta calificación NBC-Night, en la serie de televisión Late Night with David Letterman.
Frischman también hizo una breve aparición en la serie de 1990 Seinfeld. En el episodio número 93, titulado «La mamá y la tienda Pop», emitido originalmente el jueves 17 de noviembre de 1994 en EE. UU. en la cadena de televisión NBC, Frischman interpreta a un hombre que usa los teléfonos de Jerry Seinfeld para decirle al comediante que ha encontrado sus zapatillas de colección en una venta de garaje.

## Retiro
En el año 2007, después de la filmación de la película The Trip, decidió retirarse oficialmente de la televisión por lo que actualmente ya no aparece con frecuencia en ninguna película y serie televisiva.

## Televisión
- 2007
  - Hard Four
  - The Trip
- 2003
  - Lessons for an Assassin
- 1995
  - Mickey: Reelin' Through the Years
- 1996
  - Kenan & Kel
- 1994
  - Seinfeld
  - Melrose Place
- 1986
  - Head of the Class
  - The Paper Chase
  - St. Elsewhere
- 1985
  - Brothers
  - Alice
- 1983
  - Get Crazy
  - Voyagers!
  - Good-bye Cruel World
- 1982
  - Wacko
  - Archie Bunker's Place
  - Newhart
- 1981
  - It's a Living